# Ivan Ranđeo
Ivan Renđeo (Rengjeo) (Ilok, 1884. – Zagreb, 1962.), hrvatski povjesničar, numizmatičar i kulturni djelatnik

## Životopis
Rodio se u Iloku. Zaposlio se kao profesor na gimnaziji u Sarajevu gdje je proveo glavninu života. Pod njegovom tehničkom upravom od 1913. izlazio sarajevski list hrvatske nacionalne omladine Hrvatska svijest.
Prije Drugoga svjetskog rata preselio se u Zagreb, gdje je dobio namještenje na II. realnoj gimnaziji. Bio je ravnatelj Prve Klasične gimnazije od 1939. do 1944. godine. Među osnivačima zagrebačkog Društva bosansko-hercegovačkih Hrvata. Umro je u Zagrebu.